# Teodor Szvetoszláv bolgár cár
Teodor Szvetoszláv (kb. 1270 – 1322) bolgár cár 1300-tól haláláig.
I. György fiaként született. Csaka uralma ellen zendülést szervezett, majd a bojárok egyhangúlag cárrá választották. Uralkodása alatt a bolgár állam belső helyzete ideiglenesen megszilárdult. A cár leszámolt az elégedetlen bojárokkal, és megerősítette a központi hatalmat. A tatárokkal Teodor baráti kapcsolatokat tartott fenn, s így a bolgár nép megszabadult portyázásaiktól. Uralkodása elején a cár sikeres háborút folytatott Bizánccal – kihasználva Kis-Ázsiában támadt nehézségeiket, ahol a törökök lendültek támadásba. A háború azzal végződött, hogy felszabadultak a bizánci uralom alól a Balkán-hegység és a Sztrandzsa-hegység közé eső területek, és egyesültek a bolgár állammal. 1308-tól a cár haláláig Bulgária békében élt. A gazdasági élet megélénkült: kiszélesedtek a kereskedelmi kapcsolatok Bizánccal, Velencével és Dubrovnikkal. Jelentős szerepet játszottak a Fekete-tenger melléki bolgár városok (Várna, Meszemvria, Szozopol), ahonnan a bolgárok gabonát, bőröket, faanyagot és egyéb terméket szállítottak külföldre, és ennek fejében textíliákat, fegyvert importáltak.